# 리처드슨목걸이레밍
리처드슨목걸이레밍(Dicrostonyx richardsoni)은 비단털쥐과에 속하는 설치류의 일종이다. 작은 북아메리카 레밍이다. 한때는 북극레밍의 아종으로 간주했다. 일부는 북부목걸이레밍의 아종으로 간주하기도 한다.

## 특징
짧고 땅딸막한 몸집에 회색빛의 갈색 털이 덮여 있으며, 등을 따라 얇고 짙은 줄무늬가 이어지고 배 쪽은 불그스레한 회색 등 다양한 색을 띤다. 작은 귀와 짧은 다리, 아주 짧은 꼬리를 갖고 있으며 가슴을 지나 목덜미에 붉은 색을 띤다. 겨울에는 흰 털이 덮이며, 발톱으로 땅을 팔 수 있도록 앞발이 커진다. 몸길이는 약 13cm이고, 꼬리 길이는 1cm, 몸무게는 약 60g이다.

## 분포 및 서식지
캐나다 북부와 서부 허드슨만 서부 툰드라 지역에서 발견된다. 여름에는 풀과 사초속 식물, 기타 녹색 식물 등을 먹고, 겨울에는 작은 가지와 버드나무, 미루나무, 자작나무 등을 먹는다. 포식자는 흰올빼미와 족제비, 북극여우 등이다.

## 생태
암컷이 일년에 2~3번 4~8마리의 새끼를 낳는다. 땅 속이나 식물 속에 감추어진 둥지에 새끼를 낳는다. 연중, 낮과 밤 모두 활동적이다. 지표면의 식물을 통해 통로를 만들고 영구동토층 위에 굴을 파기도 한다. 겨울에는 눈 아래에 굴을 판다. 레밍 개체수는 3~4년 주기로 늘거나 준다. 개체수가 정점에 이르면 초만원 상태에서 사방으로 흩어진다. 학명과 일반명은 스코틀랜드 박물학자로 캐나다 북극 지역을 탐험한 리처드슨(John Richardson) 경의 이름을 따서 명명했다.